# Ляки
Ляки (азерб. Ləki) — селище в Агдашському районі Азербайджану.

## Населення
Динаміка росту населення:
- 2002 — 3 800 мешканців
- 2005 — 3 800 мешканців
- 2010 — 3 974 мешканців